# Polyetherketon
Een polyetherketon (PEK) is een synthetisch polymeer waarvan de monomere eenheden een of meerdere ether- en ketongroepen bezitten. Praktisch bruikbare polyetherketonen hebben een aromatische "ruggengraat" van benzeenringen die verbonden zijn door ether- (R-O-R) en carbonylbruggen (R-CO-R). Daarom noemt men dit type polymeer ook wel polyaryletherketon (PAEK). Het zijn thermoplastische kunststoffen met een hoge mechanische sterkte, die bij hoge temperaturen (tot ongeveer 260 °C en kortstondig bij nog hogere temperaturen) kunnen worden gebruikt en bestand zijn tegen de meeste organische en anorganische chemicaliën (behalve geconcentreerde zuren en sommige gehalogeneerde koolwaterstoffen). Ze zijn duur en worden gebruikt als technisch polymeer voor speciale toepassingen.
Een voorbeeld van een polyaryletherketon is het polyetheretherketon (PEEK) dat men bekomt door de polycondensatie van 4,4'-difluorbenzofenon en het kalium- of natriumzout van hydrochinon:
Dit heeft een smeltpunt van ongeveer 350 °C. Het wordt onder meer in medische toepassingen gebruikt (katheters, wegwerp-chirurgische instrumenten, sterilisatiebakjes). Andere toepassingen zijn voor onderdelen van compressoren, pompen, zuigers; isolatie van kabels enz. in de lucht- en ruimtevaart, chemische industrie en andere technologische industrietakken. Poreuze vezels kan men gebruiken voor membranen voor ultrafiltratie of omgekeerde osmose.
Met andere monomeren kan men polyaryletherketonen vormen met een andere volgorde van ether- en ketongroepen. Ze worden aangeduid met corresponderende afkortingen, onder andere:
- PEKK = poly(etherketonketon);
- PEEEK = poly(etheretheretherketon);
- PEEKK = poly(etheretherketonketon);
- PEKEKK = poly(etherketon-etherketonketon).